# Oréixnik
El 9M729-Oréixnik, o simplement Oréixnik (rus: Орешник, lit. avellaner), és un míssil balístic hipersònic (MBAI) rus d'abast intermedi. Probablement és el primer míssil d'abast MITJÀ del món amb una ogiva múltiple usat en condicions de combat  Segons Maxim Starchak, investigador de la Queen's University, l'Orechnik és una modificació del complex RS-26 Roubej. Fabian Hoffmann, expert en defensa de la Universitat d'Oslo, va afirmar que el míssil rus en qüestió probablement no tenia més d'un 10 % de peces noves

## Història
Va ser presentat per primera vegada el 21 de novembre de 2024, per Vladímir Putin Amb una velocitat estimada de Mach 10, està dissenyat per ser difícil d'interceptar. Aquest míssil va ser utilitzat el mateix dia en el conflicte rus-ucraïnès, colpejant una instal·lació propietat de l'empresa ucraïnesa Pivdenmach a Dnipró, Ucraïna durant la guerra rus-ucraïnesa

## Especificacions
L'Oréixnik podria equipar-se amb Múltiples Càrregues Independentment Marcables (MIRV), millorant el seu potencial destructiu. Hauria estat llançat des d'Astracan, probablement des del lloc militar de Kapustin Iar. Descrit com a experimental, es mantindria en una producció limitada, i les seves capacitats inclourien una càrrega útil convencional o nuclear, amb un missatge estratègic clar per a l'OTAN i les potències occidentals. El míssil seria capaç d'assolir velocitats superiors a Mach 11 (és a dir, 13.500 km/h o 3,74 km/s). Segons la Marina d'Ucraïna, estaria equipada amb sis ogives, cadascuna composta per sis submunicions El servei rus de la BBC va explicar que la velocitat de Mach 10 anunciada correspondria en realitat a la velocitat normal de descens dels blocs de míssils balístics El 24 de novembre de 2024, el Servei de Seguretat d'Ucraïna (SBU) va presentar deixalles metàl·liques d'aquest míssil rus. Aquestes restes es van mostrar suposadament a un grup de periodistes, inclosos els de l'Agence France-Presse (AFP)